# Teslim Fatusi
Teslim Fatusi est un footballeur nigérian né le 17 septembre 1977 à Abuja.

## Palmarès
- Vainqueur des Jeux olympiques en 1996
- Championnat de Hongrie de football : 1996
- Championnat de Tunisie de football : 1998
- Championnat d'Afrique du Sud de football : 1999, 2000